# Lay Down, Stay Down
Lay Down Stay Down è un brano dei Deep Purple contenuto nell'album Burn del 1974.
La canzone è un pezzo rock con elementi di funk, costruito sul riff di Ritchie Blackmore e sulla batteria incalzante di Ian Paice: su questa base si inseriscono le voci di David Coverdale e Glenn Hughes e il piano di Jon Lord.

## Storia
La canzone è nata nelle sessioni di settembre 1973 al Clearwell Castle durante le quali il gruppo ha composto l'album Burn.
La canzone è rimasta nella scaletta dei concerti fino alla fine del 1975, per essere poi sostituita nei concerti della formazione Mark IV.

## Cover
- I Whitesnake hanno riregistrato la canzone per il loro The Purple Album del 2015.